# Лиг (община)
Лиг (серб. Љиг) — община в Сербии, входит в Колубарский округ.
Население общины составляет 13 518 человек (2007 год), плотность населения составляет 48 чел./км². Занимаемая площадь — 279 км², из них 65,5 % используется в промышленных целях.
Административный центр общины — город Лиг. Община Лиг состоит из 27 населённых пунктов, средняя площадь населённого пункта — 10,3 км².

## Статистика населения общины
| Год  | Население, чел. |
| ---- | --------------- |
| 1991 | 16 131          |
| 2001 | 14 793          |
| 2002 | 14 568          |
| 2003 | 14 367          |
| 2004 | 14 181          |
| 2005 | 13 985          |
| 2006 | 13 783          |
| 2007 | 13 518          |